# Giovanni Malesci
Giovanni Malesci (Vicchio, 13 settembre 1884 – Milano, 12 settembre 1969) è stato un pittore e decoratore italiano.
Malesci avviò uno stile macchiaiolo seguito inizialmente anche da Ferruccio Rontini e poi dalle generazioni successive come Rutilio Muti e Foresto Marianini.

## Biografia
Figlio di Luigi e di Adele Mangani, nacque a Vespignano, nel Comune di Vicchio di Mugello il 13 settembre 1884.
Fin dalla giovinezza  mostrò una naturale inclinazione per il disegno  e la pittura tanto  che a quindici anni fu presentato al pittore Raffaello Sorbi, il quale invitò il ragazzo a  perfezionarsi all'Accademia di belle arti di Firenze. Ma Giovanni Malesci non avendo possibilità economiche non frequentò i corsi. 
Grazie ad amicizie ebbe modo poi di conoscere anche Giovanni Fattori il quale riscontrò grandi capacità e abilità nel ragazzo, da offrirgli l'opportunità di lezioni gratuite di pittura nel suo studio. Infatti, queste lezioni  iniziarono nell'anno 1903 e terminarono nel 1908 alla morte del maestro. Trasferitosi così a Firenze si dedicò con impegno prima alla copia dei soggetti dal vero e poi alla pittura all'aria aperta. Dopo un anno di studio  partecipò a Firenze alla mostra della Società di belle arti.
In questo periodo frequentando Fattori molto assiduamente, strinse con il maestro un legame quasi paterno e venne introdotto nel suo ambiente familiare conoscendo i suoi più cari amici.
Nel maggio del 1908, alla scomparsa della terza e ultima moglie di Fattori, Fanny Marinelli, Giovanni Malesci iniziò a prendersi cura del maestro, restandogli vicino fino alla morte, tanto che le indicazioni testamentarie lo nominarono suo erede universale.
Malesci proseguì così il suo perfezionamento artistico per mantenere sempre vivo il nome del maestro.
Dal padre della Macchia Fattori riprese le tematiche che portò avanti per tutta la sua carriera: il paesaggio in primis, il ritratto, gli animali e soggetti popolari.  Partecipò al conflitto mondiale come soldato semplice automobilista e resterà colpito intensamente da un’esperienza che documenterà in molte opere. Al termine della guerra riceverà importanti incarichi. Nel 1925 si trasferirà a Milano, poi a Genova e a Roma.  Nel 1929 a Milano le sue opere vennero apprezzate da Carlo Carrà. In questi anni di intensa attività, Malesci viaggia molto, in Belgio, nei Paesi Bassi e nella Bretagna, ispirandosi a questi luoghi  per i suoi paesaggi e vedute. In vecchiaia si ritirò in Liguria. Morì a Milano nel 1969.

## Mostre
- 1925 Firenze Galleria Niccolini
- 1927 Milano Galleria L’Esame
- 1929 Milano Galleria Micheli
- 1931 Bergamo Galleria Permanente
- 1933 Genova Galleria Rotta
- 1940 Milano Galleria Bolzani
- 1945 Bergamo Galleria Bergamo
- 1949 Milano Galleria Bolzani
- 1950 Genova Galleria Nuova Genova
- 1952 Legnano Galleria del Leone
- 1952 Bruxelles Galleria Stéphanie
- 1953 Milano Galleria Gussoni
- 1953 Torino Galleria Castore
- 1953 Riva del Garda Az. Autonoma di Soggiorno
- 1954 Genova Galleria Rotta
- 1956 Milano Galleria Bolzani
- 1958 Milano Galleria Cordusio
- 1959 Verona Galleria Ghelfi
- 1961 Udine Galleria Nerea
- 1962 Vigevano Galleria De Grandi
- 1962 Verona Galleria S. Luca
- 1963 Vercelli Galleria Viotti
- 1964 Milano Galleria Vinciana
- 1965 Ferrara Galleria Montanari
- 1967 Cecina Galleria il Cavallette

## Mostre postume
- 1972 Milano Società Belle Arti e Società Permanente
- 1972 Firenze Società Belle Arti
- 1972 Vicchio Comune
- 1974 Milano Galleria Ponte Rosso
- 1974 Firenze Società Belle Arti
- 1974 Pavia Galleria Gavazzi
- 1975 Milano Galleria dei Longobardi
- 1976 Milano Galleria Borromeo
- 1978 Torino Galleria Berman